# Jacmelina
Jacmelina (Jacqueline Conte), morta l'any 1993, va ser una occitana del segle xx, representant de la nova cançó occitana (Nòva Cançon occitana).

## Biografia
Va ser professora d'anglès a Tolosa. Les seves cançons, normalment interpretades amb una guitarra, posaven música a poemes de Bernard Manciet, Maurici Andrieu, Joan-Pèire Baldit, Marceau Esquièu. És contemporània de la nova cançó occitana que reivindicava la llengua i les arrels, alhora que les reivindicacions polítiques (Cançon per Puig Antich està dedicada a l'anarquista Salvador Puig i Antich, últim executat per garrot vil del règim franquista). Malgat que la seva obra sovint ha estat classificada dins la música folk, la veritat és que el seu repertori no era pas tradicional.
Des de 1974 els seus discos van ser produïts per Revolum, casa creada a Tolosa per la cantant Rosina de Pèira. De 1985 a 1987, va participar, amb els cantants Éric Fraj i Bernat, en la sèrie d'emissions Istòrias de Aquitania escrites per Marceau Esquieu per a FR3 Bordeaux. Les cançons que hi interpreta han romàs inèdites.
Va ser víctima d'un greu accident de trànsit, en el qual va morir el seu marit, un universitari tolosenc, enrebre diverses transfusions de sang contaminada. Va reprendre la seva activitat de cantant; ara també fent-ho en anglés i en francés.

## Discografia
- Ai plegadas, que va ser disc d'or. 2 títols: Ai plegadas quate pelhas (lletres de Maurice Andrieu), Dins la plana (lletres de J.-P. Baldit), 1972
- Cati-Mauca, publicat per Revolum (amb Rosina de Pèira i Martina)
- Te causissi, publicat per Revolum, 1974[1]
- Ambe lagremas e solelh, publicat per Revolum, 1977[1]
- Cerièras del tems, publicat per Revolum, 1979[1]